# ゴールデンタイム (フジファブリックの曲)
『ゴールデンタイム』は、2019年7月24日にSMARより発売されたフジファブリックの20枚目のシングル。

## 概要
CDシングルとしては前作『カンヌの休日 feat. 山田孝之』より2年5か月ぶりの作品。初回限定盤・通常盤の2形態で発売され、初回限定盤はDVDつき、通常盤の初回生産分はアニメ絵柄のデジパック仕様となっている。
3人体制のフジファブリックとしては初めて、B面曲にもタイアップが付いている。

## 楽曲解説
ゴールデンタイム
テレビアニメ『BORUTO-ボルト- NARUTO NEXT GENERATIONS』第5代（101話 - 126話）オープニングテーマ。
発売2か月前の5月19日より配信限定シングルとしてリリースされていた表題曲。CDシングルと配信シングルのジャケットは異なっている。
加藤が単独で作詞作曲を手掛けた作品がCDシングル表題曲に採用されるのは初めてのことである。
ライブで披露された回数が非常に少なく、2019年夏リリースにもかかわらずその年の夏フェスやメジャーデビュー15周年を記念して行われたライブ「フジファブリック 15th anniversary LIVE at 大阪城ホール2019 『IN MY TOWN』」でも披露されなかった。ただし、2020年初めに行われたツアー「I FAB YOU」では披露されている。
後発のアルバム「I Love You」「PORTRAIT」には未収録となっており、「蒼い鳥」、「カンヌの休日 feat. 山田孝之」を除けば、現時点ではCDシングル曲で唯一のオリジナル・アルバム未収録曲である。
O.N.E
サントリー企画のプロジェクト「徒然なるトリビュート」の第1弾コラボ楽曲。
「徒然草」第189段を再解釈し、「確かなことなど何もないからこそ、思ったように事が運ばなくて当然。だから日頃からそう思っていれば大抵のことでは動じなくてすむよ」というテーマのもと、制作された。
2019年5月に出演した「JAPAN JAM」で一度だけ披露された。

## 収録曲
全編曲：フジファブリック
| #  | タイトル             | 作詞・作曲 | 時間  |
| -- | -------------------- | ---------- | ----- |
| 1. | 「ゴールデンタイム」 | 加藤慎一   | 3：12 |
| 2. | 「O.N.E」            | 山内総一郎 | 4：04 |

| #  | タイトル                        | 作詞・作曲 | 時間  |
| -- | ------------------------------- | ---------- | ----- |
| 3. | 「ゴールデンタイム（TV Edit）」 | 加藤慎一   | 1：31 |

### 初回限定盤DVD
| #   | タイトル             | 作詞         | 作曲                     |
| --- | -------------------- | ------------ | ------------------------ |
| 1.  | 「Walk On The Way」  | 山内総一郎   | 山内総一郎               |
| 2.  | 「SUPER!!」          | 山内総一郎   | 山内総一郎、金澤ダイスケ |
| 3.  | 「夜明けのBEAT」     | 志村正彦     | 志村正彦                 |
| 4.  | 「High＆High」       | 金澤ダイスケ | 金澤ダイスケ             |
| 5.  | 「LET'S GET IT ON」  | 山内総一郎   | 山内総一郎               |
| 6.  | 「前進リバティ」     | 加藤慎一     | 加藤慎一                 |
| 7.  | 「花」               | 志村正彦     | 志村正彦                 |
| 8.  | 「Drop」             | 山内総一郎   | 山内総一郎               |
| 9.  | 「破顔」             | 山内総一郎   | 山内総一郎               |
| 10. | 「徒然モノクローム」 | 加藤慎一     | 山内総一郎               |
| 11. | 「LIFE」             | 山内総一郎   | 山内総一郎               |
| 12. | 「恋するパスタ」     | 金澤ダイスケ | 金澤ダイスケ             |
| 13. | 「Feverman」         | 加藤慎一     | 山内総一郎               |
| 14. | 「銀河」             | 志村正彦     | 志村正彦                 |
| 15. | 「東京」             | 山内総一郎   | 山内総一郎               |
| 16. | 「手紙」             | 山内総一郎   | 山内総一郎               |